# Kırklarelispor
Kırklarelispor ist ein türkischer Fußballverein aus der Stadt Kırklareli.

## Geschichte
Kırklarelispor wurde 1968 gegründet und erhielt die noch heute verwendeten Vereinsfarben Grün-Weiß. Bereits ein Jahr nach der Gründung nahm der Verein am Spielgeschehen in der dritthöchsten türkischen Spielklasse, der TFF 3. Lig (heute TFF 2. Lig) teil. Anschließend spielte man lange Jahre in der genannten Liga bzw. in der zweithöchsten türkischen Spielklasse, der heutigen TFF 1. Lig. Zum Ende der Saison 1992/93 stieg der Verein aus der TFF 3. Lig ab und spielte zwei Jahre in der Amateurliga, bevor man wieder drittklassig wurde.
Die Saison 2010/11 schloss man als Tabellenerster der vierklassigen TFF 3. Lig ab und stieg nach mehrjähriger Abstinenz wieder in die TFF 2. Lig auf.

## Ehemalige bekannte Spieler
- Seyfettin Kurtulmuş
- İlkem Özkaynak
- Erbil Uzel

## Trainer (Auswahl)
- Aydoğan Aygan
- Ömer Faruk Serin

## Präsidenten (Auswahl)
- Volkan Can